# Iyari Limon
Iyari Pérez Limón, nota come Iyari Limon (Guadalajara, 8 luglio 1976), è un'attrice messicana naturalizzata statunitense.
Deve la sua fama prevalentemente all'interpretazione di Kennedy nella serie televisiva Buffy l'ammazzavampiri, ma la si ricorda anche per aver interpretato Cindy nella terza stagione di Undressed.

## Vita privata
A un anno è andata a vivere a Los Angeles. Ha fatto coming out, dichiarando di essere bisessuale.

## Filmografia

### Cinema
- On the line, regia di Elodie Keene (1997)
- King Cobra, regia di David Hillenbrand & Scott Hillenbrand (1999)
- The Egg Plant Lady, regia di Brian Thomas Jones (2000)
- Due gemelle e un pallone (Double Teamed), regia di Duwayne Dunham (2002)
- Death by Engagement, regia di Philip Creager (2005)
- Maquillaje, regia di Marcial Rios (2007)

### Televisione
- E.R. - Medici in prima linea (ER), Brenda nell'episodio 1x23 (1995)
- Reyes y Rey (Reyes y Rey), Lisa nell'episodio 11 (1998)
- F.B.I. Protezione famiglia (Cover Me: Based on the True Life of an FBI Family), Iris nell'episodio 1x06 (2000)
- Undressed (Undressed), Cindy in 3 episodi (2000)
- Squadra Med - Il coraggio delle donne (Strong Medicine), Flaca nell'episodio 3x06 (2002)
- Quello che gli uomini non dicono (The Mind of the Married Man), Stephanie nell'episodio 2x06 (2002)
- Buffy l'ammazzavampiri (Buffy the Vampire Slayer), Kennedy in 13 episodi (2002-2003)
- The Brothers Garcia (The Brothers Garcia), Jennifer in 2 episodi (2002-2003)
- The Drew Carey Show (The Drew Carey Show), Carmelita nell'episodio 9x16 (2004)
- Senza traccia (Without a Trace), Louisa Cruz nell'episodio 3x01 (2004)
- Give Me Five (Quintuplets), Wendy nell'episodio 1x22 (2005)
- Skater Boys (Skater Boys), Shannon Grey in 3 episodi (2006)
- Jane the Virgin, Allison nell'episodio 4×13 (2018)

### Doppiatrice
- Turok: Son of Stone (Turok: Son of Stone), Catori da giovane, regia di Frank Squillace (2008) - serie animata
- Dead Space (Dead Space), Nicole Brennan (2008) - videogioco
- Dead Space: Extraction (Dead Space: Extraction), Nicole Brennan (2009) - videogioco
- L.A. Noire (L.A. Noire), Clovis Galletta (2011) - videogioco

## Doppiatrici italiane
Nelle versioni in lingua italiana dei suoi film, Iyari Limon è stata doppiata da:
- Ilaria Latini in Buffy l'ammazzavampiri
- Monica Vulcano in Senza traccia

Da doppiatrice è stata sostituita da:
- Lorella De Luca in Dead Space[1]